# 墨尔本曳步舞
墨尔本曳步舞（英語：Melbourne shuffle），又稱鬼步舞，是一种拖着脚走的舞步，动作快速有力，音乐强悍有震撼力，舞蹈充满动感活力，极具现场渲染力，有着非凡的飘逸感。

## 历史起源
20世纪80年代兴起于澳大利亚墨尔本一些地下舞场，其个性的舞步加上强劲的音乐以及个性的服装跟寬大的褲子（Rave Pants），极其吸引人眼光。
1992年，在海外其他地区舞蹈名字混乱，这年澳大利亚人开始将此舞蹈称呼为Shuffle，由此名字被确定下来。
2002年12月，澳大利亚一家报纸在头版讲解了，这是Shuffle首次出现在主流媒体，之后就流行到马来西亚和文莱（在这两个国家有Shuffle比赛）后传播到英国、德国、泰国等国家。借助于因特网(Internet)、网络媒体YouTube等在世界范围内流行开来。
2005年，出版有DVD专题纪录片介绍墨尔本曳步舞。
2008年9月6号，澳大利亚媒体network10报道Shuffle这种硬派风格舞蹈（HSD：Hard Style Dance）。
2008年11月，“So You Think You Can Shuffle”舞蹈秀在YouTube上展开。
2009年“So You Think You Can Shuffle”舞蹈秀粉丝聚会、比赛围绕在澳大利亚和德国等国展开。

### 传入中国
墨尔本曳步舞传入中国是在2008年左右，愛好者們从YouTube下载shuffle视频后，上传于国内视频网站上。从而慢慢传入中国。
早年中國許多玩家將shuffle稱為鬼步舞or鬼步，但在2013年~2014年間 ,由於中國的電音市場熱潮爆發，有許多喜歡電子音樂跟Club. Party文化的人對現有的中文稱呼並沒有連接英文原意，便將shuffle正名為曳步舞，Melbourne shuffle則正名為墨爾本曳步舞。

### 藝人推廣代表範例
美國雙人團體LMFAO於2011年時發表的單曲作品Party Rock Anthem，MV中歌手與演員舞者搭配音樂跳著shuffle，在Party Rock Anthem竄升為熱門音樂時，全世界也興起一股shuffle潮流。
https://www.youtube.com/watch?v=KQ6zr6kCPj8 （页面存档备份，存于）

## 基本步法

### 1、T-step（侧滑）

T-step

一只脚同向扭动同时伴随着另一只脚快速抬起并点地的横向运动，舞蹈伴随着手部动作。

### 2、running （奔跑）

A slowed down Running Man

右腳抬起90度，同時左腳向後拖，然後右腳垂直放下，此時左腳也再向後拖。接著左腳抬起90度，同時右腳向後拖，然後左腳垂直放下，此時右腳也再向後拖。此二步驟不斷重複。